# Schorena Begaschwili
Schorena Begaschwili (georgisch შორენა ბეგაშვილი; * 8. Juli 1982 in Rustawi) ist eine georgische Schauspielerin.

## Biografie
Begaschwili wurde am 8. Juli 1982 in Rustawi geboren. Sie studierte an der Shota Rustaveli Theatrical Institute. August 2007 erschien sie auf dem Cover des georgischen Playboy-Magazins. Ihr Debüt gab sie 2009 in dem Film Kvelaferi kargad iqneba. Anschließend trat sie 2010 in Ocnebis qalaqi auf. Im selben Jahr war sie in Ushenod mgoni movkvdebi zu sehen.
Außerdem wurde sie für den Film Ushenod mgoni movkvdebi gecastet. Unter anderem spielte sie in Maita Nasosi mit. Danach setzte sie 2011 ihre Karriere in My Dad's Girlfriend fort. 
2012 hat sie die Sendung Ighbliani borbali moderiert. 2015 bekam Begaschwili in dem Film 3+3 eine Hauptrolle.
Sie hatte auch ihre eigene Show namens Night with Shorena, dass auf Imedi TV ausgestrahlt wurde.

## Filmografie
Filme
- 2009: Kvelaferi kargad iqneba
- 2010: Ocnebis qalaqi
- 2010: Ushenod mgoni movkvdebi
- 2010: Maita Nasosi
- 2011: My Dad's Girlfriend
- 2012: Poker am
- 2012: Gaigimet
- 2015: 3+3